# Lumen Oceani
Lumen Oceani (lateinisch Das Licht des Ozeans) ist eine seit 2013 aktive Funeral-Doom-Band.

## Geschichte
Das aus der Anonymität heraus agierende schwedische Projekt Lumen Oceani veröffentlichte 2013 die Demoaufnahmen Demonstratio als Musikdownload und 2015 das Debüt Errabundus Eram Regno Tenebrarum als limitierte CD-R und Download via Bandcamp. Das Album wurde in Rezensionen und Genredarstellungen wie der Enzyklopädie Il suono del Dolore. Trent’anni di Funeral Doom von Stefano Cavanna oder der Funeral-Doom-Reise von Stormbringer.at für seine sakrale Atmosphäre gelobt. Weitere Veröffentlichungen blieben anschließend aus. Nähere Informationen zur Band wurden nicht publik gemacht.

## Stil
Die Musik der Band entspreche dem Funeral Doom in einer kontemplativen und ruhigen Ausrichtung des Genres. Dabei nutzte die Band „schwermütige und feierliche Klänge die den Hörer an einen viral-sakralen Ort entführen, wo Orgel, Chöre und alles sonst, was mit kirchlichen Ritualen zu tun hat, die Atmosphäre in unentrinnbar dunkle Melodien hüllt.“

„Nichtsdestoweniger gibt es neben den himmlischen Gesängen auch Gutturalgrollen, aber die Melodien und die Gesamtstimmung bleiben im leichten bis gemäßigten Bereich des Funeral Doom.“

## Diskografie
- 2013: Demonstratio (Demo, Selbstverlag)
- 2015: Errabundus Eram Regno Tenebrarum (Album, Selbstverlag)